# Pseudopolydora paucibranchiata
Pseudopolydora paucibranchiata är en ringmaskart som först beskrevs av Toru Okuda 1937.  Pseudopolydora paucibranchiata ingår i släktet Pseudopolydora och familjen Spionidae. Arten är reproducerande i Sverige. Inga underarter finns listade i Catalogue of Life.